# Општина Андрејашу де Жос (Вранча)
Андрејашу де Жос (рум. Andreiaşu de Jos) општина је у Румунији у округу Вранча.
Oпштина се налази на надморској висини од 736 m.